# حزقيال فلوريس
حزقيال فلوريس (بالإنجليزية: Juan Flores)‏ هو أكاديمي أمريكي، ولد في 29 سبتمبر 1943 في الإسكندرية في الولايات المتحدة، وتوفي في 2 ديسمبر 2014 في درم في الولايات المتحدة.